# Азизов, Афзал Садыкович
Афза́л Сады́кович Ази́зов (узб. Авзал Садыкович Азизов; род. 3 марта 1978) — узбекский футболист, защитник. Выступал за сборную Узбекистана.

## Карьера

### Клубная
Профессиональную карьеру начал в 1995 году в ташкентском «Пахтакоре», в том сезоне сыграл 2 матча в чемпионате Узбекистана. В следующем году провёл уже 5 матчей за основной состав. В 1997 году перешёл в «Андижан», в составе которого провёл 16 встреч и забил 2 гола. В 1998 году вернулся в «Пахтакор», но на поле в том сезоне ни разу не вышел. После чего отправился в Голландию на просмотр в «Виллем II», затем в бельгийский «Антверпен». Приглянулся но ни голландцы, ни бельгийцы не захотели выкупить трансфер за сумму, названную «Пахтакором». Вернувшись в Узбекистан не сыграл ни разу за «Навбахор», в составе которого находился в 1999 году. В 2000 году снова вернулся в «Пахтакор», на этот раз сыграл в сезоне 25 матчей, в которых забил 2 мяча в ворота соперников. Сезон 2001 года начал в ташкентском клубе «Академия», за который сыграл 16 матчей и забил 3 гола, после чего, в августе, перешёл в «Кубань», где и доиграл сезон, проведя 2 матча и став, вместе с командой, бронзовым призёром Первого дивизиона России. Сезон 2002 года провёл в читинском «Локомотиве», за который сыграл 4 матча, до того как получил травму. В 2003 году вернулся в Узбекистан, где пополнил состав клуба «Андижан», за который уже выступал ранее. В том сезоне провёл 29 матчей и забил 2 гола. Сезон 2004 года тоже начал в клубе из Андижана, сыграл 13 матчей в первом круге чемпионата, после чего, в августе, перед началом второго круга, перешёл в клуб «Нефтчи» из Ферганы, где и доиграл сезон, проведя 12 встреч, забив 1 мяч и став, вместе с командой, вице-чемпионом Узбекистана. В следующем году сыграл 22 матча, забил 1 гол и помог команде дойти до финала Кубка Узбекистана, где, однако, «Нефтчи» уступил «Пахтакору» со счётом 0:1.
Затем перешёл в ташкентский «Локомотив». В 2009 году пополнил ряды клуба «Хорезм» из Ургенча, в котором стал капитаном команды.

### В сборной
В составе главной национальной сборной Узбекистана дебютировал 2 ноября 1997 года, выйдя на замену Ильхому Шарипову на 89-й минуте проходившего в Абу-Даби матча финального этапа отборочного турнира к чемпионату мира 1998 года против сборной ОАЭ. 2-й и последний раз вышел в составе сборной 20 августа 2008 года в проходившем в Маскате товарищеском матче со сборной Омана.

## Достижения
«Нефтчи» (Фергана)
Вице-чемпион Узбекистана: (1)
- 2004

Финалист Кубка Узбекистана: (1)
- 2005